# Valuascollege
Het Valuascollege is een Nederlandse school voor voortgezet onderwijs in Venlo vernoemd naar Valuas, de mythologische stichter van Venlo.

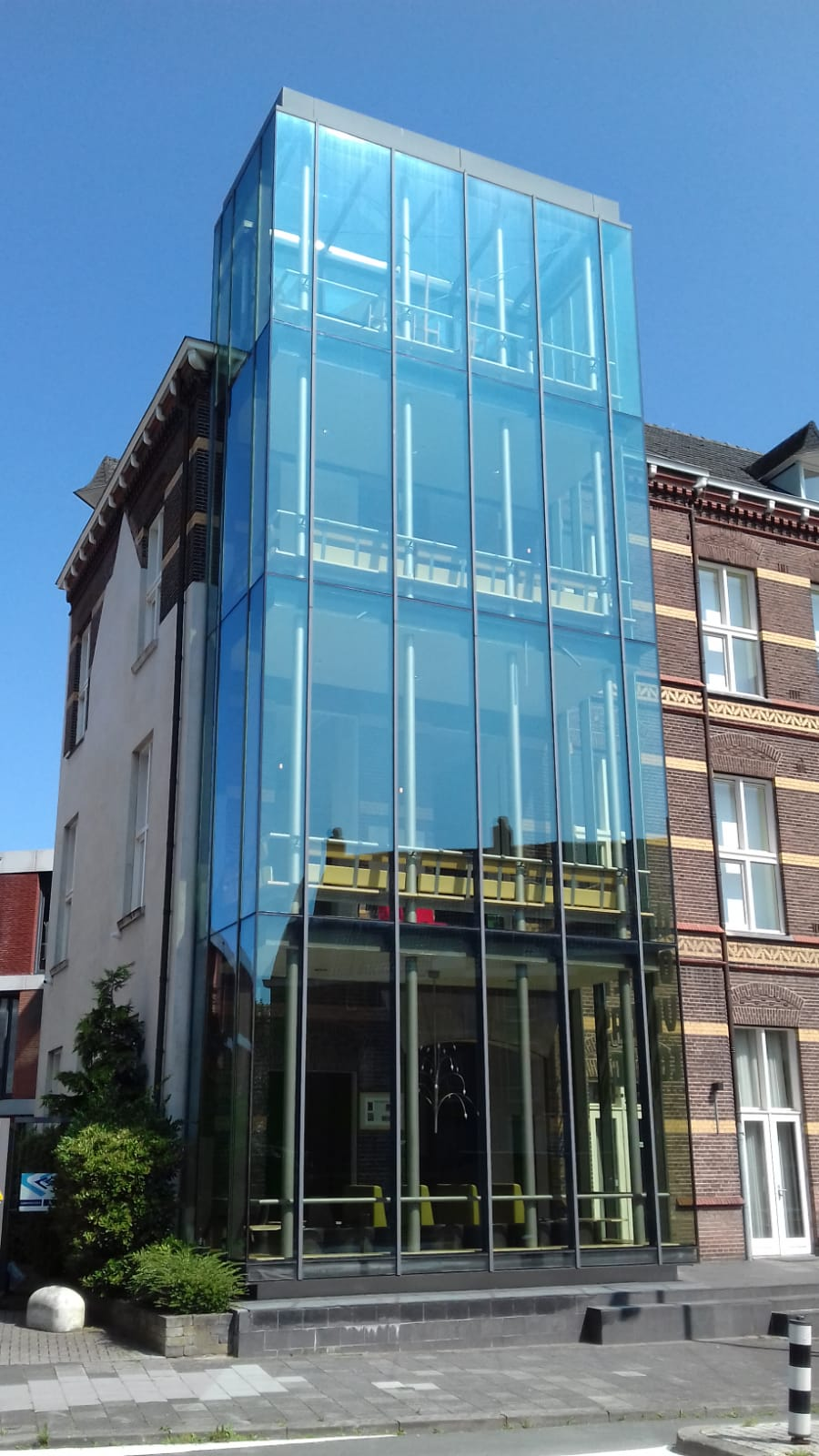
Valuascollege, glazen pui waar voorheen de oude toegangspoort lag

De school is onderdeel van Onderwijsgemeenschap Venlo en Omstreken en is ontstaan door een fusie van de scholen (Sint)-Thomascollege, genoemd naar Thomas van Villanova), Collegium Marianum (later Marianumcollege) en Scholengemeenschap De Hamert. De school gaf voorheen tweetalig onderwijs Duits, nu Versterkt Duits.
Het college heeft een juniorklas, dit is een voorloper van een brugklas met veel jonge kinderen van 11 en 12 jaar.
De school heeft een leerlingenaantal van ca. 3000.

## Bekende leerlingen
Bekende Nederlanders die ooit op het Thomascollege of Valuascollege les hebben genoten:
- Numidia El Morabet
- Aloysius Bartels
- Peter Beeker
- Huub Beurskens
- Theu Boermans
- Chantal Janzen
- Hanneke Hendrix
- Ger Koopmans
- Toon Kortooms
- Pieter Kuijpers
- Peter Plasman
- Ton Regtien
- Edward Stelder
- Paul van der Sterren
- Chriet Titulaer
- Theo Thurlings
- Stan Valckx
- Geert Wilders

Ook de fictieve tweeling Beekman en Beekman uit het gelijknamige boek heeft een blauwe maandag in navolging van zijn schepper, Toon Kortooms, op het St. Thomascollege gezeten.
Bekende Nederlanders die ooit op het Marianumcollege les hebben genoten:
- Femke-Anna Broere
- Marion Koopmans
- Jolande Sap
- Huub Stapel
- Lotte Verbeek